# Grand Avenue – Newtown
Grand Avenue – Newtown – stacja metra nowojorskiego, na linii E, M i R. Znajduje się w dzielnicy Queens, w Nowym Jorku i zlokalizowana jest pomiędzy stacjami Woodhaven Boulevard i Elmhurst Avenue. Została otwarta 31 grudnia 1936.